# Carmen van Geffen
Carmen van Geffen (Utrecht, 1 februari 1968) is een Nederlands schrijfster en beeldend kunstenaar die sinds 1992 in België woont. Ze studeerde aan de Koninklijke Academie voor Schone Kunsten en de Universiteit Antwerpen. 

## Werk
In februari 2023 publiceerde Carmen van Geffen haar debuutroman Erfstuk, een caleidoscopisch werk dat zich richt op het leven van haar grootvader. Hij werd geboren in Nederlands-Indië als zoon van een koloniale planter en een concubine. Van Geffen begon in 2019 met het verzamelen van materiaal voor het boek, waaronder brieven, foto’s en testamenten. De roman behandelt de gevolgen van (de)kolonisatie binnen haar familie en verkent de thematiek van intergenerationeel trauma, waarbij thema’s zoals schaamte, verlies, verraad en ontheemding centraal staan.
In 2021 won Carmen van Geffen de kortverhalenwedstrijd Vijf minuten van uitgeverij Inkt, waarvoor haar werk werd opgenomen in de gelijknamige bundel.

## Non-fictie en andere publicaties
Van Geffen is ook actief als non-fictie auteur en heeft verschillende publicaties op haar naam staan. Ze heeft geschreven voor diverse media en musea, waaronder het Museum Hedendaagse Kunst Antwerpen en het Middelheimmuseum. Ze was betrokken bij een Europees journalistiek project dat zich richtte op problematische wijken in Antwerpen, waar ze de sociale en culturele dynamieken van deze wijken onderzocht.
Voor het Centrum voor Kunstcommunicatie in Antwerpen realiseerde ze een interculturele film en ze was lid van de denktank Canon Cultuurcel, die zich richt op vraagstukken rondom cultuur en identiteit. Van Geffen heeft zich in haar werk vaak beziggehouden met de verbinding tussen cultuur, geschiedenis en maatschappelijke vraagstukken.

## Publicaties
- Erfstuk, roman, 2023, Amsterdam, Thomas Rap en Antwerpen, Manteau
- Adisa, kortverhaal, 2021, Antwerpen, Inkt